# Guislabert II de Roussillon
Guislabert II ou Guillabert II (espagnol : Guislaberto, catalan : Guislabert), né vers 1025 et mort en 1102, est comte de Roussillon de la mort de son père, Gausfred II, vers 1074 jusqu'à sa mort. Sa mère était Adélaïde.

## Biographie
En 1040, il participe avec son père au sac d'Empúries. Il a lui-même conclu un traité de paix avec Ponce Ier d'Empúries entre 1075 et 1085.
Il épouse Stéphanie et a pour successeur son fils Girard Ier.